# Єжовка (Великоігнатовський район)
Єжо́вка (рос. Ежовка, ерз. Ежовка) — селище у складі Великоігнатовського району Мордовії, Росія. Входить до складу Кіржеманського сільського поселення.

## Населення
Населення — 7 осіб (2010; 23 у 2002).
Національний склад (станом на 2002 рік):
- ерзяни — 61 %
- росіяни — 39 %